# Pósa Gusztáv
Pósa Gusztáv (Pest, 1825 – Budapest, 1900. június 20.) ügyvéd, festő.

## Élete
Ügyvédi tanulmányait követően, 1844 decemberétől 1847-ig Münchenben tanult, a Képzőművészeti Akadémián. Itt festette Férfitanulmányfej c. képét, amely 1913-ban Budapesten ki volt állítva. Az 1840-es években főleg arcképeket festett és állított ki Bécsben. Emellett szerepeltek művei a  Műegylet második, 1841-es kiállításán és az 1847-es pesti műkiállításon is (Vahot Imre korabeli elemzése alapján "egy arabs mellképe, erőteljes színezettel és szabályosan kidolgozva, azonban az öszbevegyülő szakáll nem egészen természethű").
1851 körül Pécsen élt, ahol Madarász Viktor egyik első oktatómestere volt. Az 1870-es években (több magyar festőművészhez hasonlóan) hosszabb időt töltött a Bánátban, ehhez kapcsolódóan keletkeznek a nagybecskereki és eleméri megbízások. 1874-ben felajánlotta az akkor épülő Műcsarnok gyűjteményébe egy Deák Ferencről készített portréját.
Az 1880-as években a budapesti lapok kiemelik újszerű portréfestészeti módszerét, amely abból állt, hogy egy fénykép alapján, annak felnagyításával a vászonra vázolta a modell arcképének körvonalait, majd ezt követően egészítette ki a részletekkel a vásznon, hogy élethű képet készíthessen. Ezáltal lényegesen felgyorsította a képek elkészítését, egy évben akár hatvan nagyméretű olajfestményt is el tudott készíteni.
1900. június 20-án hunyt el Budapesten.

## Ismert művei
- Bajor pór (1866)[11]
- Thaisz Elek budapesti rendőrfőkapitány arcképe (1874),[12] a budapesti főkapitányság megrendelésére
- Az eleméri római katolikus templom oltárképe (1879),[13] amely az angyallal találkozó Szent Ágostont ábrázolja
- Korizmics László arcképe (1887),[14] az Országos Magyar Gazdasági Egyesület megrendelésére
- A száki evangélikus templom oltárképe (1886), amely az imádkozó Krisztust ábrázolja
- Kulifay Lajos, nagybecskereki polgármester arcképe (1889),[15] Nagybecskerek városa megrendelésére
- Gróf Andrássy Gyula arcképe  (1890),[16] Torontál megye megrendelésére
- Csáky Albin arcképe (1892),[17] Fekete József, a krisztinavárosi gimnázium igazgatójának megrendelésére
- Csáky Albinné Bolza Anna portréja[18]
- A törökbecsei római katolikus templom főoltárképének restaurálása (1876), Szentkláray Jenő adományából
- Fejérváry László, a szerb naszádosok fővajdájának portréjának restaurálása (1884)[19]